# Sant Pau de Pinós
Sant Pau de Pinós, o Pinós de Biure, és un petit poble del municipi de Santa Maria de Merlès (Berguedà). Està situat damunt una petita serralada, al cim de la serra de Pinós, de 789 metres d'altitud, als límits entre el Bages i el Berguedà. Queda envoltat de les valls de Gaià, Merlès i Relat; a l'esquerra de la riera de Merlès.
Actualment, passen per aquest indret els senders de gran recorregut GR 4, de Puigcerdà a Aiguafreda, i GR 176, la ruta de les 20 ermites.

## Església de Sant Pau de Pinós
L'edifici conserva encara alguns elements de la seva primera construcció romànica. Ha estat molt transformat i desfigurat, sobretot durant el segle xvii (la porta d'entrada, el campanar de planta quadrada, etc.) L'estructura de l'església està totalment ofegada per les veïnes construccions modernes. Entre els elements que conserva de la seva estructura romànica cal remarcar l'absis semicircular amb una finestra adovellada, llisa i molt rudimentària. L'aparell de l'absis i dels fragments de nau conservats és de carreus grossos, ben treballats i col·locats ordenadament a contrapunt en filades força regulars.

## Història
L'església es trobava dins l'antic terme del castell de Merlès, a la part corresponent al comtat d'Osona-Manresa i bisbat de Vic. Apareix esmentada l'any 959.
En un primer moment adquirí funcions parroquials però poc després passà a ser sufragània de Sant Martí de Merlès. Arran d'una reestructuració parroquial, l'any 1878 l'església fou erigida en parròquia independent a la qual fou adscrita Santa Maria de Pinós i la de Sant Amanç de Pedrós.

## Economia
L'economia està principalment basada en l'agricultura i la ramaderia principalment del porcí, boví i cultius de cereals i farratges. Com a segona activitat el turisme de càmping, la segona residència i l'agroturisme i la gastronomia. Com a activitats de lleure cal destacar la pesca, la caça, l'observació astronòmica i el senderisme.